# 黒岩正勝
黒岩 正勝（くろいわ まさかつ、1951年2月2日 - ）は、日本の実業家。ニッコンホールディングス社長。

## 来歴
東京都出身。1973年3月 駒澤大学法学部卒業、日本梱包運輸倉庫入社。1986年取締役、1989年常務、1995年ANIロジスティクス（タイ）社長、1999年専務を歴任。2009年6月､社長に就任。黒岩秀隆・前社長は代表取締役会長に就く（正勝社長は秀隆会長の実弟）。2011年社長執行役員、2017年会長。
2015年10月、持株会社制移行によりニッコンホールディングス社長に就任

｡